# Big Tymers
Die Big Tymers waren ein US-amerikanisches Hip-Hop-Duo aus New Orleans.

## Geschichte
Nachdem Bryan Williams mit seinem Bruder Ronald das Label Cash Money gegründet hatte, beteiligte er sich regelmäßig mit dem Labelproduzenten Mannie Fresh als Featuring-Artists an den Veröffentlichungen des Labels. Sie nannten sich Big Tymers und brachten 1998 ihre erste eigene LP How You Luv That? heraus. Als das Label im selben Jahr eine Kooperation mit Universal Records abschloss, wurde das Album überarbeitet und ein zweites Mal veröffentlicht. Beide Versionen kamen unter die Top 25 der US-R&B-Charts.
Der Durchbruch für das Duo kam 2000 mit dem Album I Got That Work, das es bis auf Platz 1 der R&B- und Platz 3 der offiziellen Charts brachte und sich über eine Million Mal verkaufte (Platin-Status). Noch etwas erfolgreicher war ihr drittes Album Hood Rich, das zwei Jahre später erschien. Damit schafften sie es bis auf Platz 1 der offiziellen Albumcharts und hatten mit Still Fly einen Singlehit, der die Top 10 der Hot 100 nur knapp verfehlte. Das Album war erneut ein Millionenseller.
Das nächste Album Big Money Heavyweight erschien Ende 2003 und konnte nicht an die Vorerfolge anknüpfen. Es erreichte aber immerhin noch Platz 21 und verkaufte sich eine halbe Million Mal. Kurz darauf verließ Mannie Fresh das Label und begann eine Solokarriere, womit die Big Tymers ein Ende fanden. Baby Williams arbeitete danach mit Lil Wayne zusammen und veröffentlichte später auch als Birdman.

## Mitglieder
- Bryan Williams (aka Baby oder Birdman)
- Byron Thomas (aka Mannie Fresh)

## Diskografie

### Studioalben
| Jahr | Titel                   | Höchstplatzierung, Gesamtwochen, AuszeichnungChartsChartplatzierungen (Jahr, Titel, Platzierungen, Wochen, Auszeichnungen, Anmerkungen) | Anmerkungen                              |
| Jahr | Titel                   | US | Anmerkungen                              |
| ---- | ----------------------- | --- | ---------------------------------------- |
| 1997 | How You Luv That        | US168 (1 Wo.)US | Erstveröffentlichung: 7. April 1997      |
| 1998 | How You Luv That Vol. 2 | US105 (2 Wo.)US | Erstveröffentlichung: 22. September 1998 |
| 2000 | I Got That Work         | US3 Platin · (29 Wo.)US | Erstveröffentlichung: 16. Mai 2000       |
| 2002 | Hood Rich               | US1 Platin · (29 Wo.)US | Erstveröffentlichung: 30. April 2002     |
| 2003 | Big Money Heavyweight   | US21 Gold · (16 Wo.)US | Erstveröffentlichung: 9. Dezember 2003   |

### Singles
| Jahr | Titel Album                             | Höchstplatzierung, Gesamtwochen, AuszeichnungChartsChartplatzierungen (Jahr, Titel, Album, Platzierungen, Wochen, Auszeichnungen, Anmerkungen) | Anmerkungen                                                    |
| Jahr | Titel Album                             | US | Anmerkungen                                                    |
| ---- | --------------------------------------- | --- | -------------------------------------------------------------- |
| 2002 | Still Fly Hood Rich                     | US11 (24 Wo.)US | Erstveröffentlichung: 4. März 2002                             |
| 2002 | Oh Yeah! Hood Rich                      | US46 (18 Wo.)US | Erstveröffentlichung: 12. März 2002 feat. Tateeze, Boo & Gotti |
| 2003 | This Is How We Do Big Money Heavyweight | US97 (3 Wo.)US | Erstveröffentlichung: 2003                                     |
| 2003 | Gangsta Girl Big Money Heavyweight      | US85 (9 Wo.)US | Erstveröffentlichung: 2003 feat. R. Kelly                      |

Weitere Singles
- 1998: Big Ballin (feat. Chilli)
- 1998: Stun’N (Remix) (feat. Papa Reu & Lil Wayne)
- 2000: Get Your Roll On
- 2000: #1 Stunna (feat. Lac, Juvenile & Lil Wayne)
- 2004: No Love